# Năm bộ lạc văn minh

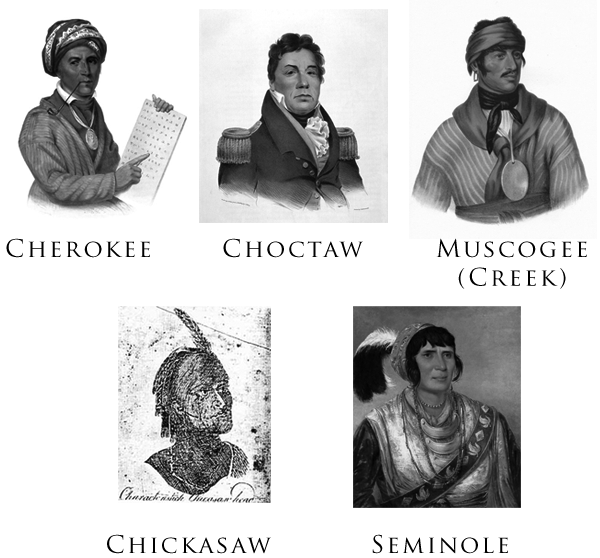
Các chân dung của năm bộ lạc, được vẽ hay sơn từ 1775 đến 1850.

Năm bộ lạc văn minh (tiếng Anh: Five Civilized Tribes) là tên của nhóm năm dân tộc người da đỏ ở Đông Nam Hoa Kỳ – Cherokee, Chickasaw, Choctaw, Creek, và Seminole – mà những người da trắng đến từ Vương quốc Anh và châu Âu trong thời Anh thuộc và đầu thời liên bang coi là văn minh vì họ chấp nhận nhiều phong tục của người thực dân và nói chung có mối quan hệ tốt với những người xung quanh. Tổng thống George Washington và Henry Knox đề nghị thực hiện quá trình biến đổi văn hóa của những người da đỏ. Các dân tộc Cherokee và Choctaw chấp nhận những mặt văn hóa Âu-Mỹ mà họ coi là hữu ích.
Trong thời gian vài chục năm, dưới chính sách trục xuất người da đỏ (Indian Removal) của chính quyền liên bang, các bộ lạc bị đuổi khỏi đất quê hương về phía đông của sông Mississippi tới Lãnh thổ Người da đỏ (Indian Territory), nay là miền đông của tiểu bang Oklahoma. Sự trục xuất nổi tiếng nhất là Cuộc hành trình Nước mắt Cherokee năm 1838, khi Tổng thống Martin Van Buren thi hành Hiệp ước New Echota một bên để đổi đất của Quốc gia Cherokee cho đất khác ở miền tây.
Năm bộ lạc này bị chia rẽ về chính trị trong cuộc Nội chiến Hoa Kỳ. Phần nhiều người Choctaw và Chickasaw đấu tranh bên Liên minh miền Nam, trong khi những người Creek và Seminole ủng hộ Liên bang miền Bắc. Những người Cherokee đánh nhau trong bộ lạc; đa số ủng hộ Liên minh.
Sau khi các bộ lạc đã chuyển tới Lãnh thổ Người da đỏ, chính quyền Hoa Kỳ hứa rằng vùng đất của họ sẽ không có người da trắng đến ở. Tuy nhiên, một số người da trắng đã vi phạm lời hứa đó không bị trừng phạt ngay cả trước khi chính quyền mở rộng "Dải Cherokee" trong cuộc đổ xô mua đất 1893. Năm 1907, Lãnh thổ Oklahoma và Lãnh thổ Người da đỏ được hợp nhất thành tiểu bang Oklahoma. Ngày nay, các bộ lạc vẫn có nhiều người ở tiểu bang này.
Có những lúc thuật ngữ "văn minh" được coi là xấc xược vì ám chỉ rằng những dân tộc thổ dân khác "không phải văn minh" và rằng chỉ có năm bộ lạc này có quyền được gọi "văn minh", miễn là họ chấp nhận văn hóa Mỹ gốc Âu. Các bộ lạc cũng chấp nhận và sử dụng khái niệm "văn hóa" này.